# Carlos Oliva (football, 1948)
Pour les articles homonymes, voir Carlos Oliva et Oliva.
Carlos Oliva Sosa, né le 2 février 1948 à Lima au Pérou, est un footballeur péruvien qui évoluait au poste de milieu de terrain.

## Biographie

### Carrière en club
Surnommé Puchito Oliva, il est l'une des figures emblématiques du Defensor Lima, où il joue une première fois entre 1964 et 1969, puis de 1975 à 1978. Associé en attaque au sein de ce dernier club avec Carlos Urrunaga et Juan José Ávalos, ce célèbre trio est baptisé par la presse péruvienne du nom de Los Carasucias de Breña.
Il joua également au Defensor Arica, avec lequel il dispute quatre rencontres de Copa Libertadores en 1970. Après un passage par le Deportivo Municipal, il termine sa carrière au Deportivo Junín en 1980, où il exerce la fonction d'entraîneur-joueur en 1979.

### Carrière en sélection
Carlos Oliva dispute un match amical avec le Pérou face à la Bulgarie, le 21 février 1970, dans le cadre de la préparation à la Coupe du monde 1970 (défaite 1-3). Mais il n'est pas retenu dans le groupe de joueurs appelés à disputer ledit Mondial. 

## Palmarès
Defensor Lima
- Copa Simón Bolívar (en) (1) :
  - Vainqueur : 1975.